# منتدى المجتمع المدني
مشروع منتدى المجتمع المدني أحد المشاريع التي ينفذها المركز اليمني لقياس الرأي العام بالتعاون مع الاداة الأوروبية للديمقراطية وحقوق الإنسان، وذلك خلال الفترة 2012-2014م
الهدف العام للمشروع هو تقوية المجتمع المدني اليمني وقدرته على التأثير الإيجابي في قضايا الديموقراطية وحقوق الإنسان.

## الأهداف
1. تكوين منتدى يسمح بتبادل الأفكار، الإتصال والخبرات بين الناشطين في جميع أنحاء اليمن يهدف إلى تنسيق وتعاون أفضل
2. تقوية قدرة الناشطين الشباب والمجتمع المدني المحلي في تعزيز حقوق الإنسان، الديمقراطية، والثقافة المدنية.
3. بناء شراكات حقيقية وفعالة بين وداخل المجتمع المدني، الناشطين الشباب، السياسيين، الإعلام على المستوى المحلي، الوطني والدولي
4. خلق وعي بين نشطاء المجتمع المدني والنشطاء الشباب من أجل تعزيز فاعل لحقوق الإنسان والثقافة المدنية.